# Mstislav Rostropóvich
Mstislav Leopóldovich Rostropóvich (en ruso: Мстислав Леопольдович Ростропович; Bakú, 27 de marzo de 1927-Moscú, 27 de abril de 2007) fue un músico violonchelista y director de orquesta soviético-ruso, considerado el máximo violonchelista de su generación.
Además de sus interpretaciones y técnicas, fue conocido por inspirar y encargar nuevas obras, que ampliaron el repertorio de violonchelo más que cualquier violonchelista anterior o posterior. Inspiró y estrenó más de 100 piezas, formando amistades de larga duración y asociaciones artísticas con compositores como Dmitri Shostakóvich, Serguéi Prokófiev, Henri Dutilleux, Witold Lutosławski, Olivier Messiaen, Luciano Berio, Krzysztof Penderecki, Alfred Schnittke, Leonard Bernstein, Aram Jachaturián y Benjamin Britten.
Rostropovich fue reconocido internacionalmente como un firme defensor de los derechos humanos y recibió el Premio de la Liga Internacional de Derechos Humanos en 1974. Estaba casado con la soprano Galina Vishnévskaya y tenía dos hijas, Olga y Yelena Rostropovna.

## Biografía

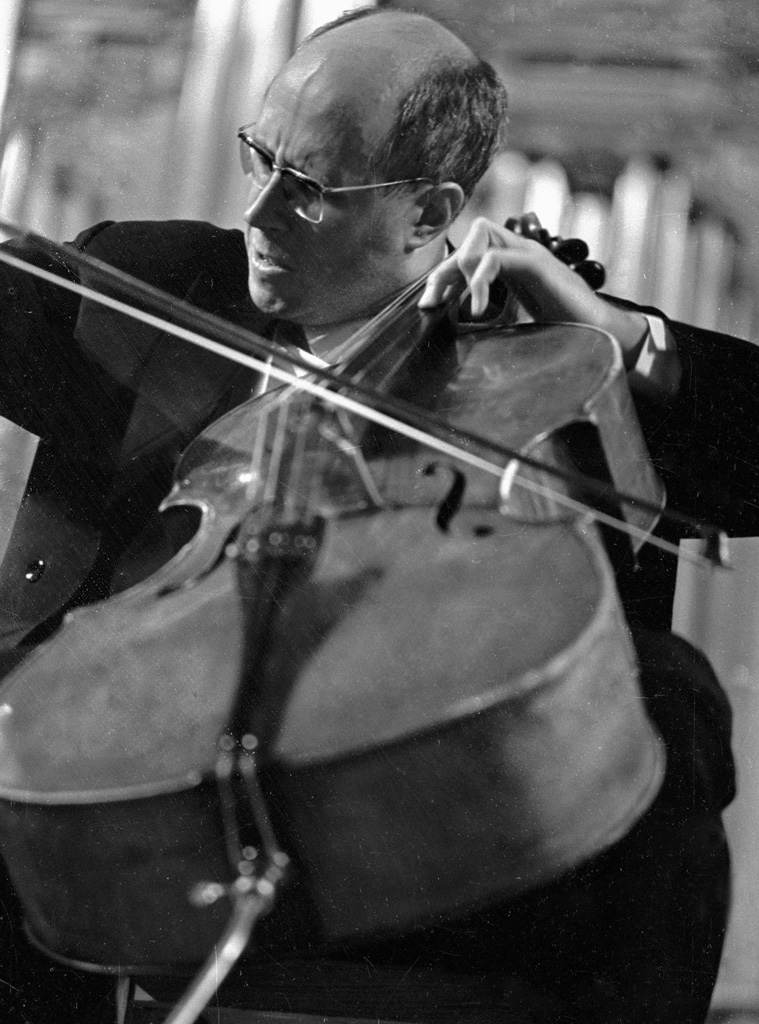
El violonchelista durante un concierto el 18 de septiembre de 1959.

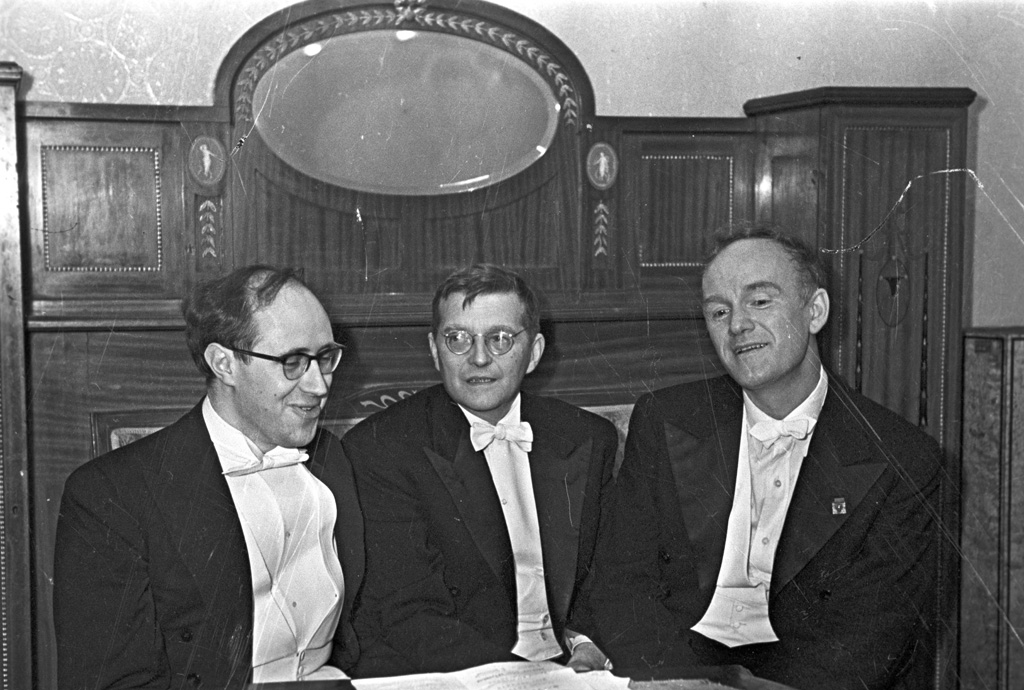
Mstislav Rostropóvich, Dmitri Shostakóvich y Sviatoslav Richter en 1968.

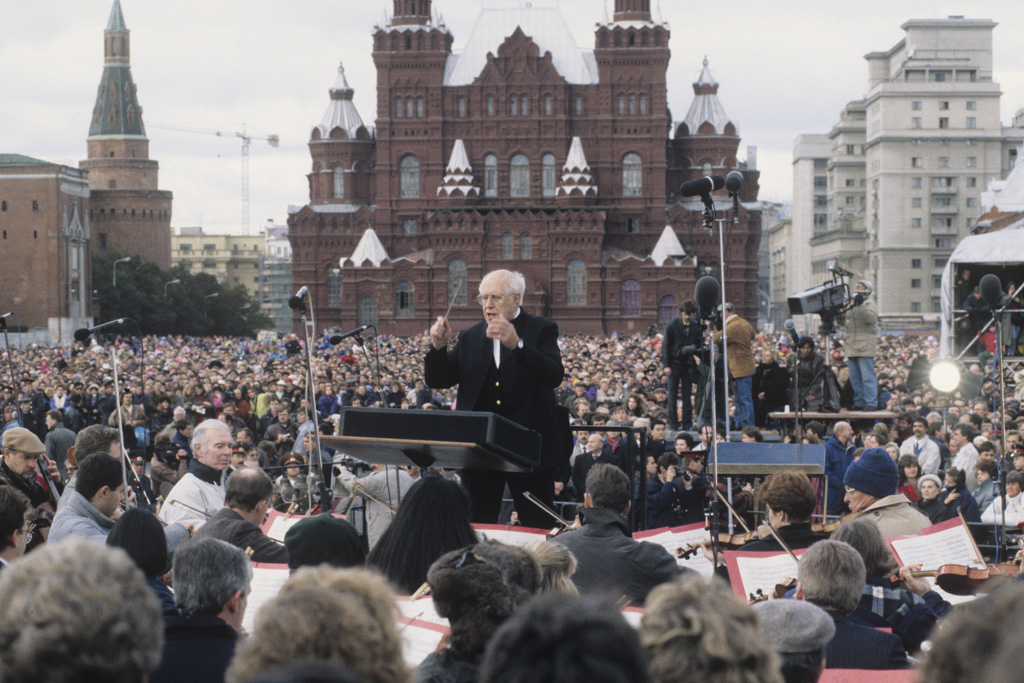
Mstislav Rostropóvich dirigiendo en la Plaza Roja de Moscú, el 25 de septiembre de 1993.

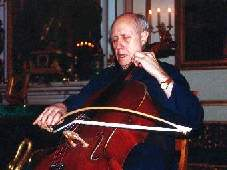
Rostropóvich con BACH.Bogen en 1999

Nació en Bakú, República Socialista Soviética de Azerbaiyán (actualmente Azerbaiyán) en una familia de músicos, su madre comenzó a instruirlo en el piano desde los seis años y su padre en el violonchelo desde los 10. Estudió en el Conservatorio de Moscú, desde los dieciséis años. Llegó a ser alumno de Dmitri Shostakóvich y Serguéi Prokófiev, antes de graduarse con las máximas distinciones académicas. Posteriormente trabajaría como profesor en el mismo Conservatorio, desde 1961. En 1948 ya había sido solista de la Orquesta Filarmónica de Moscú. A partir de 1950 había actuado como violonchelista y como director. 
Había dado asimismo recitales de piano acompañando a su mujer, la soprano Galina Vishnévskaya. Tras un tiempo en Moscú, fue nombrado profesor en el Conservatorio de Leningrado. 
Había encargado y estrenado obras para violonchelo de los principales compositores contemporáneos, como la Sinfonía concertante en mi menor, opus 125 (1952) de Serguéi Prokófiev, los dos conciertos para violonchelo (1959, 1966) de Dmitri Shostakóvich y la Sinfonía para violonchelo (1963), la Sonata para violonchelo y piano (1961) y las Suites para violonchelo (1964, 1967, 1971) de Benjamin Britten. 
En 1951 recibió el Premio Stalin y después el Premio Lenin, máximo galardón de la Unión Soviética, en 1963. Sin embargo, defendió de públicamente al escritor Aleksandr Solzhenitsyn en una carta enviada al diario Pravda en 1970. En 1974 Rostropóvich y su esposa abandonaron la Unión Soviética al haber sido privado de la posibilidad de dar conciertos y trabajar y, en 1978, se les retiró la nacionalidad soviética. Emigraron a Estados Unidos y en 1977 fue nombrado director de la Orquesta Sinfónica Nacional en Washington D. C. que dirigió durante 17 años. En 1990 fue invitado a actuar con esta orquesta en la Unión Soviética por Mijaíl Gorbachov, ocasión en la que les fue devuelta la nacionalidad soviética a él y a Galina Vishnévskaya. No obstante mantuvo toda su vida los pasaportes de Mónaco y Suiza que eran con los que habitualmente viajaba.
Con el intento de golpe de Estado en la Unión Soviética contra el presidente Mijaíl Gorbachov en agosto de 1991, Rostropóvich fue un activo defensor del proceso de cambio oponiéndose a los golpistas y mostrando su apoyo explícito al mismo Gorbachov y a Borís Yeltsin. Previamente, en 1989, ya había mostrado su pleno apoyo al proceso de reformas en los países del Este de Europa al tocar el violonchelo frente al Muro de Berlín. El 11 de noviembre de 1989, dos días después de la apertura del Muro, interpretaba delante de sus ruinas -la gente todavía lo estaba demoliendo- la suite número 2 para violonchelo de Johann Sebastian Bach.
En el año 1992 recibió el Premio Internacional Cataluña concedido por la Generalidad de Cataluña. En el año 1995 recibió el Polar Music Prize, un premio concedido por la Real Academia de Suecia de Música. En 1997 le fue concedido junto a Yehudi Menuhin el Premio Príncipe de Asturias de la Concordia. En 2002 recibió la Condecoración Konex otorgada por la Fundación Konex de Argentina. En 2004 le fue concedido el Premio de la Fundación Wolf de las Artes de Jerusalén.
Era amigo de la Reina Sofía, desde que ella era tan sólo una niña.
El 27 de abril de 2007 falleció en un hospital de Moscú a los 80 años de edad a causa de un cáncer intestinal.